# Unió Conservadora Americana
La Unió Conservadora Americana (en anglès: American Conservative Union) (ACU) és un grup polític conservador dedicat a fer tasques de lobby als Estats Units. Són àmpliament coneguts perquè fan un rànquing anual sobre els polítics i el seu vot en els afers que són importants per als votants conservadors nord-americans. Aquests resultats es fan servir després en les recerques dels analistes polítics. L'ACU va crear la revista digital Battleline, que va estar disponible a la xarxa entre l'any 2003 i la primavera de l'any 2013, per informar als seus membres sobre els afers importants que tenien lloc dins del moviment conservador.